# 12047 Hideomitani
12047 Hideomitani è un asteroide della fascia principale. Scoperto nel 1997, presenta un'orbita caratterizzata da un semiasse maggiore pari a 2,9925405 UA e da un'eccentricità di 0,0442935, inclinata di 10,09480° rispetto all'eclittica.